# Massimiliano Rosolino
Massimiliano Edgar Rosolino (Napoli, 11 luglio 1978) è un personaggio televisivo ed ex nuotatore italiano, campione olimpico a Sydney nel 2000 e mondiale a Fukuoka nel 2001 nei 200 metri misti. Tra il 1995 e il 2008 è stato quattordici volte campione europeo e ha conquistato 60 medaglie tra Giochi olimpici, campionati mondiali ed europei.

## Biografia

### I primi anni di carriera
Nato ultimogenito, dopo Fabrizio e Vanessa, da padre italiano d'origine napoletana (Salvatore) e da madre australiana (Carolyn Cullen, detta Checca), si trasferì con la famiglia in Australia quando aveva appena tre anni e fece ritorno in Italia all'età di sei. È arrivato a disputare i suoi primi campionati europei giovanili nel 1994 a Pardubice, dove ha vinto la medaglia d'argento nei 200 m stile libero dietro a Pieter van den Hoogenband e quella d'oro nella staffetta 4×200 m stile assieme ad Emiliano Brembilla, con cui avrebbe condiviso tre lustri di carriera in nazionale.
Nel luglio del 1995 agli europei giovanili di Ginevra ha vinto tre ori nei 100, 200 e 400 m stile libero e l'argento con la 4×200 m stile. Un mese dopo ha esordito ai campionati europei assoluti in cui è arrivato terzo in finale con la staffetta 4×200 m stile con Piermaria Siciliano, Emanuele Merisi ed Emanuele Idini.
L'esordio olimpico è avvenuto nel 1996 ai Giochi di Atlanta. In quell'occasione ha nuotato in tre finali (200 m, 400 m e staffetta 4×200 m stile libero) e ottenuto tre sesti posti, quello della staffetta con Emanuele Idini, Emanuele Merisi e Piermaria Siciliano. L'anno dopo ha vinto i suoi primi sette titoli italiani, tra cui il primo nei 200 m misti, nuotando per il Circolo Canottieri Napoli, la squadra in cui ha iniziato la carriera, dove è sempre stato conosciuto come "il cagnaccio". Era allenato da Riccardo Siniscalco. A giugno dello stesso anno ai Giochi del Mediterraneo di Bari ha vinto ben sette medaglie: tre ori nelle tre staffette, un quarto nei 200 m stile e tre argenti nei 100 e 400 m stile e nei 200 m misti. Un mese dopo ai campionati europei di Siviglia è arrivato secondo nei 200 m stile dietro a Paul Palmer e nei 400 m, battuto da Brembilla.
Il 1998 è iniziato nuotando a Perth, i suoi primi campionati del mondo. In Australia ha vinto la sua prima medaglia mondiale, l'argento nei 200 m stile libero dietro a Michael Klim. Ha nuotato anche in finale nei 400 m stile giungendo quinto e con la staffetta 4×100 m stile si è classificato all'ottavo posto con Lorenzo Vismara, Mauro Gallo e Simone Cercato. La staffetta 4×200 m stile è stata invece squalificata in batteria per un cambio irregolare di Cercato. L'annata è stata positiva per Rosolino anche in campo nazionale, dove ha vinto nove titoli nei tre campionati nazionali. In estate è stato invitato con Vismara, Merisi e Domenico Fioravanti ai Goodwill games a New York in cui ha vinto l'oro nei 400 m e il bronzo nei 200 m stile libero.
Nella stagione in vasca corta 1998-1999 ha debuttato ai campionati europei di Sheffield a dicembre vincendo due argenti nei 200 e 400 m stile preceduto da van den Hoogenband e Brembilla rispettivamente. Nell'aprile successivo ai mondiali di Hong Kong disputato le finali dei 200 m stile (quarto), dei 400 m (medaglia di bronzo dietro a Grant Hackett e a Ian Thorpe) e dei 200 m misti (sesto). Nelle gare in Italia ha continuato a vincere, ottenendo altri nove titoli tra individuali e staffette. In estate ha partecipato agli europei in vasca da 50 m di Istanbul ottenendo altri piazzamenti: bronzo nei 200 e quarto nei 400 m stile, argento nei 200 m misti (la sua prima medaglia in questa gara, battuto da Marcel Wouda di tre centesimi ma in cui ha migliorato due volte il primato italiano di Giovanni Franceschi del 1983), quarto nella 4×100 m stile e infine ancora squalificato nella 4×200 m arrivata seconda. Finalmente a dicembre, agli europei in vasca corta di Lisbona, ha vinto il suo primo titolo europeo nei 400 m stile libero, conquistando anche un argento e un bronzo nei 200 m stile e misti.

### L'apice del successo e ilGrande slamnei 200 m misti
L'anno 2000 è stato quello in cui Rosolino ha avuto il maggiore successo in carriera, arrivando ai vertici europei e mondiali nello stile libero ma soprattutto nei misti. A marzo ha terminato la stagione 1999-2000 in vasca corta disputando i campionati del mondo ad Atene in cui ha vinto tre medaglie, argento nei 200 m dietro a Bela Szabados e bronzo nei 400 m stile libero, quindi bronzo nei 200 m misti: ha nuotato anche le finali delle staffette 4×100 m stile con Mauro Gallo, Klaus Lanzarini e Simone Cercato e quella della 4×200 m con Moreno Gallina, Lanzarini e Cercato.
A fine giugno ha partecipato ai campionati europei ad Helsinki conquistando tre medaglie d'oro: nei 200 m (in cui ha battuto Van den Hoogenband), nella staffetta 4×200 con Matteo Pelliciari, Simone Cercato ed Emiliano Brembilla, vinta agli europei per la seconda volta dalla squadra italiana dopo quella del 1989 con in squadra Giorgio Lamberti e Roberto Gleria e con cui ha iniziato una striscia di cinque successi consecutivi, tutti con Rosolino nel quartetto vincente, e nei 200 m misti migliorando ancora il suo primato italiano.
Convocato per i Giochi olimpici a settembre a Sydney, nella "sua" Australia, ha raggiunto la finale cinque volte, ottenendo: un oro nei 200 m misti (stabilendo il record olimpico), un argento con primato europeo nei 400 m stile, in cui ha impegnato Ian Thorpe sino alle ultime due vasche, un bronzo nei 200 m (dietro a Van den Hoogenband e a Ian Thorpe e dopo aver migliorato in semifinale il primato italiano di Lamberti) e un quarto e un quinto posto con le staffette 4×200 m (con Andrea Beccari, Matteo Pelliciari ed Emiliano Brembilla) e 4×100 m stile libero (con Lorenzo Vismara, Klaus Lanzarini e Simone Cercato).
In vasca da 25 metri ai campionati europei di Valencia di dicembre ha vinto quattro medaglie d'oro su cinque finali disputate, nei 200 m stile libero e misti e nei 400 e 1500 m stile libero (in queste due gare stabilendo anche il primato europeo). In nove mesi aveva così conquistato un titolo olimpico e altre due medaglie, tre medaglie mondiali e sette campionati europei.
L'anno 2001 ha avuto come manifestazione più importante i campionati del mondo a Fukuoka, in Giappone. Rosolino nello stile libero non ha avuto il successo di Sydney: nei 400 m si è piazzato al quarto posto preceduto da Brembilla, ha nuotato la finale dei 1500 m arrivando sesto e nei 200 m si è ritirato dopo le batterie, pur qualificato. Ha però vinto la medaglia d'argento con la staffetta 4×200 m davanti al quartetto degli Stati Uniti e stabilendo il primato europeo con Emiliano Brembilla, Matteo Pelliciari e Andrea Beccari. Nei 200 m misti ha confermato il suo titolo olimpico vincendo e ottenendo così quello che è stato definito un "grande slam" (vincere nella stessa gara i Giochi olimpici, i mondiali e gli europei).

### Gli anni successivi: 2002-2005
Dopo il successo nel biennio 2000-2001 Rosolino ha avuto un periodo con scarsi risultati positivi: non ha disputato i campionati europei in vasca corta del 2001 e ai mondiali pur nuotando in tre finali non è mai salito sul podio; l'unica vittoria individuale del 2002 è arrivata ai campionati italiani primaverili quando ha vinto i 200 m misti anche se agli europei di Berlino ha vinto il bronzo nei 200 m e l'argento nei 400 m stile, entrambe le volte preceduto da Brembilla con cui ha vinto l'oro nella 4×200 m assieme a Matteo Pelliciari e Federico Cappellazzo. Nell'ottobre 2002 è tornato di nuovo in Australia per allenarsi sotto la direzione del tecnico Ian Pope "saltando" ancora gli europei in vasca da 25 metri.
Ai campionati mondiali di Barcellona del 2003 ha nuotato in quattro finali arrivando quarto nei 400 m stile e con la 4×200 m: ha vinto la medaglia di bronzo nei 200 m misti, per cinque centesimi dietro a Ian Thorpe, e si è piazzato quinto nei 400 m misti. A dicembre è tornato agli europei in vasca da 25 metri di Dublino con migliori risultati; l'oro nei 400 m a pari merito con Jurij Prilukov, il bronzo nei 1500 m e nei 400 m misti e l'argento nei 200 m misti preceduto da Jani Sievinen.
Nel 2004 ha partecipato in primavera agli europei di Madrid: ha conquistato due medaglie di bronzo nei 200 m misti, preceduto di un decimo da Sievinen, e stile libero, a pari merito con Magnini; nella staffetta 4×200 m con Brembilla, Pelliciari e Magnini ha vinto il terzo oro consecutivo precedendo la Russia di cinque secondi. In estate è stato convocato per i suoi terzi Giochi olimpici ad Atene in agosto dove assieme a Brembilla, Simone Cercato e Magnini ha vinto la sua quarta medaglia con la staffetta 4×200 m, terza all'arrivo dietro agli Stati Uniti e all'Australia; ha nuotato anche i 400 m stile arrivando per la terza volta in finale (quinto); nei 200 m misti si è invece fermato in semifinale. Dopo che in ottobre non ha partecipato ai mondiali in vasca corta in dicembre ha disputato gli europei di Vienna in cui ha vinto per la quarta volta i 400 m battendo Jurij Prilukov, è arrivato terzo nei 1500 battuto da Prilukov e da David Davies e nei 200 m stile è stato preceduto per l'oro all'arrivo da Filippo Magnini. Nei 200 m misti è stato eliminato ancora in batteria. non li nuoterà più in campo internazionale.
È tornato ai Giochi del Mediterraneo nel 2005 ad Almería in cui ha disputato solo i 400 m vincendoli davanti a Spyridōn Gianniōtīs: l'oro vinto in Spagna è stato il suo ultimo individuale con la nazionale. Ai campionati mondiali di Montréal a fine luglio non è salito sul podio in nessuna gara arrivando quarto in finale sia nei 400 m che nella 4×200 m con Brembilla, David Berbotto e Magnini. All'inizio della stagione 2005-2006 in vasca corta è arrivato quarto nei 400 m anche ai campionati europei in vasca corta di Trieste a dicembre 2005, mentre nei 200 m stile ha vinto la medaglia d'argento preceduto dal compagno di squadra Filippo Magnini.

### 2006-2009
Nell'aprile successivo è tornato ai mondiali di Shanghai in vasca da 25 metri: la staffetta 4×200 m nell'occasione ha vinto la medaglia più pregiata: Rosolino, Pelliciari, Nicola Cassio e Magnini sono arrivati primi davanti ai quartetti australiano e statunitense. Rosolino ha anche vinto il bronzo anche nei 200 m (ancora dietro a Magnini) e nei 400 m stile libero. A fine luglio ai campionati europei di Budapest la staffetta 4×200 m si è confermata campionessa europea per la quarta volta vincendo con David Berbotto, Nicola Cassio e Filippo Magnini e migliorando nel contempo il primato europeo. oltre a ciò sono arrivati anche due argenti nei 200 m stile, dietro a Van den Hoogenband ma davanti a Magnini, e nei 400 m stile battuto da Jurij Prilukov.
La stagione 2006-2007 in vasca corta è culminata nei campionati europei ad Helsinki: là Rosolino ha vinto il suo quinto argento nei 200 m stile libero dietro a Magnini, compagno di allenamenti alla Larus Nuoto. A fine marzo 2007 è tornato in Australia per disputare i mondiali in vasca da 50 metri; finalista nei 200 m stile libero, è stato eliminato nei 400 m in semifinale e ha nuotato con la 4×200 m che è arrivata quinta in finale con Magnini, Andrea Busato e Nicola Cassio: la medaglia è arrivata nella (per lui insolita) staffetta 4×100 m stile libero, argento dietro agli Stati uniti assieme ad Alessandro Calvi, Christian Galenda e Filippo Magnini.
Nella primavera del 2008 ha avuto un doppio impegno: a marzo, anticipati nell'anno olimpico, gli europei in vasca lunga ad Eindhoven che hanno avuto un risultato positivo, il quinto oro consecutivo nella 4×200 m assieme a Brembilla, Cassio e Magnini e l'argento dietro alla Svezia con la 4×100 m stile libero vinto con Calvi, Galenda e Magnini. È inoltre arrivato terzo nei 200 m stile libero e secondo a nove centesimi da Prilukov nei 400 m. Anche a Manchester, ai mondiali in vasca corta di aprile ha avuto successo sia nei 200 m (bronzo) che nei 400 m (argento, sempre battuto da Prilukov): inoltre lo stesso quartetto di Eindhoven è arrivato terzo in finale con la staffetta 4×200 m stile libero. Convocato in estate per i suoi quarti giochi olimpici a Pechino è stato eliminato in batteria in entrambe le gare individuali mentre con la staffetta 4×200 m ha raggiunto la quarta finale olimpica consecutiva ottenendo il secondo tempo (7'07"84, primato europeo) in batteria e migliorandolo in finale con Marco Belotti, Brembilla e Magnini fino a 7'05"35 che è però stato sufficiente solo per il quarto posto.
A Fiume nel dicembre del 2008 ha vinto le sue ultime medaglie in carriera, bronzo nei 200 m e argento nei 400 m stile libero durante i campionati europei in vasca da 25 metri. 

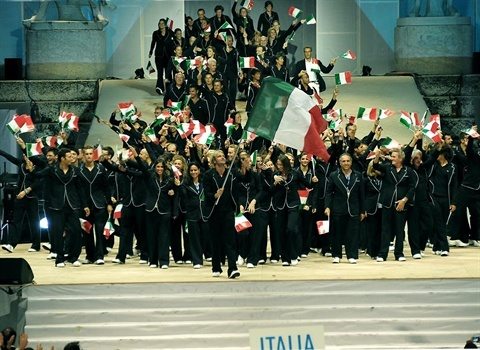
Massimiliano Rosolino portabandiera nella cerimonia d'apertura dei mondiali di Roma 2009.

Le ultime partecipazioni a competizioni di rilievo sono state nel 2009, ma né ai Giochi del Mediterraneo di Pescara, né ai campionati mondiali di Roma, in cui fu portabandiera nella cerimonia d'apertura (dove ha nuotato solo in batteria nella staffetta 4×200 m stile libero che in finale sarebbe arrivata sesta), né agli europei in vasca corta di Istanbul ha avuto il successo dei 15 anni di carriera precedenti.

## Vita privata
Rosolino ha servito l'Arma dei Carabinieri in qualità di Carabiniere ausiliario.
Dal 2003 al 2005 è stato legato sentimentalmente alla presentatrice tv e Miss Italia 1986 Roberta Capua.
Nel 2006, nell'ambito della terza edizione del varietà televisivo di Rai 1 Ballando con le stelle, ha conosciuto la maestra di ballo Natalia Titova, con la quale ha iniziato una relazione. La coppia ha due figlie.

## Progressione

### Vasca da 50 metri
| anno | 100 sl | 200 sl  | 400 sl     | 1500 sl  | 200 mx  | 400 mx  |
| ---- | ------ | ------- | ---------- | -------- | ------- | ------- |
| 1994 | 52"97  | 1'53"00 | 3'57"77    | 15'57"13 | 2'08"30 | 4'33"63 |
| 1995 | 52"13  | 1'50"54 | 3'52"96    | 16'07"22 | 2'07"43 | 4'38"61 |
| 1996 | 51"43  | 1'48"50 | 3'50"80    | ---      | 2'05"04 | ---     |
| 1997 | 50"88  | 1'49"01 | 3'48"11    | 15'59"60 | 2'03"02 | 4'37"07 |
| 1998 | 51"44  | 1'48"30 | 3'48"89    | ---      | 2'04"16 | ---     |
| 1999 | 50"97  | 1'48"37 | 3'49"40    | ---      | 2'01"46 | 4'23"29 |
| 2000 | 51"52  | 1'46"60 | 3'43"40 re | ---      | 1'58"98 | 4'26"29 |
| 2001 | ---    | 1'47"63 | 3'45"41    | 15'09"28 | 1'59"71 | ---     |
| 2002 | ---    | 1'47"98 | 3'48"70    | ---      | 2'00"50 | ---     |
| 2003 | 50"59  | 1'48"97 | 3'47"44    | 15'25"66 | 1'59"71 | 4'17"30 |
| 2004 | 50"75  | 1'48"41 | 3'46"25    | 15'27"45 | 2'00"53 | 4'27"15 |
| 2005 | 49"88  | 1'48"21 | 3'46"91    | 15'14"34 | 2'03"21 | ---     |
| 2006 | 49"97  | 1'47"02 | 3'46"87    | ---      | 2'01"55 | ---     |
| 2007 | 49"35  | 1'47"18 | 3'47"09    | ---      | 2'02"02 | ---     |
| 2008 | 49"94  | 1'47"33 | 3'45"19    | ---      | ---     | ---     |
| 2009 | 51"22  | 1'47"64 | 3'47"05    | ---      | 2'00"49 | 4'20"28 |
| 2010 | 51"86  | 1'50"83 | 3'53"13    | ---      | 2'03"62 | 4'26"35 |
| 2011 | ---    | 1'51"08 | 3'53"49    | ---      | 2'07"45 | ---     |

re = record europeo

## Palmarès
nota: E = primato europeo
| Giochi olimpici             | 200 m st. libero        | 400 m st. libero          | 1500 m st. libero | 200 m misti               | ---                          | 4×100 m st. libero               | 4×200 m st. libero                  |
| 1996 Atlanta Stati Uniti    | 6º 1'48"50              | 6º 3'51"04                | ---               | ---                       | ---                          | ---                              | 6º - 7'19"92 frazione: 1'49"22      |
| 2000 Sydney Australia       | Bronzo 1'46"65          | Argento 3'43"40 E         | ---               | Oro 1'58"98               | ---                          | 5º - 3'17"85 frazione: 49"70     | 4º - 7'12"91 frazione: 1'45"91      |
| 2004 Atene Grecia           | ---                     | 5º 3'46"25                | ---               | 11º in semifinale 2'01"29 | ---                          | ---                              | Bronzo: 7'11"83 frazione: 1'46"24   |
| 2008 Pechino Cina           | 28º in batteria 1'48"76 | 13º in batteria 3'45"57   | ---               | ---                       | ---                          | ---                              | 4º - 7'05"35 frazione: 1'46"53      |
| Campionati mondiali         | 200 m st. libero        | 400 m st. libero          | 1500 m st.libero  | 200 m misti               | 400 m misti                  | 4×100 m st. libero               | 4×200 m st. libero                  |
| 1998 Perth Australia        | Argento 1'48"30         | 5º 3'48"89                | ---               | squalificato in batteria  | ---                          | 8º - 3'22"12 frazione: 50"70     | squalificato in batteria            |
| 2001 Fukuoka Giappone       | 5º in batteria 1'48"60  | 4º 3'45"41                | 6º 15'10"54       | Oro 1'59"71               | ---                          | ---                              | Argento: 7'10"86 E frazione:1'46"68 |
| 2003 Barcellona Spagna      | ---                     | 4º 3'47"44                | ---               | Bronzo 1'59"71            | 5º 4'17"30                   | ---                              | 4º - 7'14"32 frazione: 1'48"05      |
| 2005 Montréal Canada        | ---                     | 4º 3'46"91                | 19º 15'39"18      | ---                       | ---                          | ---                              | 4º - 7'12"81 frazione: 1'48"07      |
| 2007 Melbourne Australia    | 5º 1'47"18              | 11º in semifinale 3.49"10 | ---               | ---                       | ---                          | Argento: 3'14"04 frazione:49"35  | 5º - 7'12"31 frazione: 1'46"57      |
| 2009 Roma Italia            | ---                     | 16º in batteria 3'47"05   | ---               | ---                       | ---                          | ---                              | 6º - 7'03"48 nuota in batteria      |
| Mondiali in vasca corta     | 100 m st. libero        | 200 m st. libero          | 400 m st. libero  | 1500 m st. libero         | 200 m misti                  | 4×100 m st. libero               | 4×200 m st. libero                  |
| 1999 Hong Kong Hong Kong    | elim. in batteria 49"96 | 4º 1'45"96                | Bronzo 3'42"81    | ---                       | 6º 2'00"69                   | ---                              | ---                                 |
| 2000 Atene Grecia           | ---                     | Argento 1'45"63           | Bronzo 3'43"68    | ---                       | Bronzo 1'58"05               | 7º - 3'16"37 frazione: 49"52     | 5º - 7'10"24 frazione: 1'45"81      |
| 2002 Mosca Russia           | ---                     | 7º 1'46"94                | 6º 3'45"13        | 19º 15'21"08              | 5º 1'58"08                   | ---                              | ---                                 |
| 2006 Shanghai Cina          | ---                     | Bronzo 1'44"67            | Bronzo 3'41"04    | 13º 15'19"63              | ---                          | ---                              | Oro: 6'59"08 frazione: 1'44"92      |
| 2008 Manchester Regno Unito | ---                     | Bronzo 1'44"23            | Argento 3'39"60   | ---                       | ---                          | ---                              | Bronzo: 6'58"39 frazione: 1'44"68   |
| Campionati europei          | 200 m st. libero        | 400 m st. libero          | 1500 m st. libero | 200 m misti               | ---                          | 4×100 m st. libero               | 4×200 m st. libero                  |
| 1995 Vienna Austria         | ---                     | ---                       | ---               | ---                       | ---                          | ---                              | Bronzo: 7'20"96 frazione: 1'51"25   |
| 1997 Siviglia Spagna        | Argento 1'49"02         | Argento 3'48"11           | ---               | 6º 2'03"73                | ---                          | 6º - 3'22"98 frazione: 50"48     | 4º - 7'19"27 frazione: 1'49"13      |
| 1999 Istanbul Turchia       | Bronzo 1'48"37          | 4º 3'50"41                | ---               | Argento 2'01"46           | ---                          | 4º - 3'20"60 frazione: 50"27     | squalificato (2º) frazione: 1'47"24 |
| 2000 Helsinki Finlandia     | Oro 1'47"31             | 4º 3'54"70                | ---               | Oro 2'00"62               | ---                          | ---                              | Oro: 7'16"52 frazione: 1'47"58      |
| 2002 Berlino Germania       | Bronzo 1'47"98          | Argento 3'48"70           | ---               | ---                       | ---                          | ---                              | Oro: 7'12"18 frazione: 1'47"62      |
| 2004 Madrid Spagna          | Bronzo 1'48"69          | 5º 3'50"92                | ---               | Bronzo 2'00"53            | ---                          | ---                              | Oro: 7'11"93 frazione: 1'46"85      |
| 2006 Budapest Ungheria      | Argento 1'47"02         | Argento 3'46"87           | ---               | ---                       | ---                          | ---                              | Oro: 7'09"60 E frazione: 1'47"16    |
| 2008 Eindhoven Paesi Bassi  | Bronzo 1'47'33          | Argento 3'45"19           | ---               | ---                       | ---                          | Argento: 3'15"77 frazione: 49"94 | Oro: 7'09"94 frazione: 1'47"38      |
| Europei in vasca corta      | 200 m st. libero        | 400 m st. libero          | 1500 m st. libero | 100 m misti               | 200 m misti                  | 400 m misti                      | 4×50 m st. libero                   |
| 1998 Sheffield Regno Unito  | Argento 1'44"92         | Argento 3'42"87           | ---               | ---                       | ---                          | ---                              | ---                                 |
| 1999 Lisbona Portogallo     | Argento 1'45"22         | Oro 3'42"00               | ---               | 5º 55"53                  | Bronzo 1'58"57               | ---                              | ---                                 |
| 2000 Valencia Spagna        | Oro 1'44"63             | Oro 3'39"59 E             | Oro 14'36"93 E    | ---                       | Oro 1'56"62                  | ---                              | 6º - 1'29"91 frazione: 22"77        |
| 2003 Dublino Irlanda        | 11º in batteria 1'46"62 | Oro 3'40"19               | Bronzo 14'47"34   | ---                       | Argento 1'56"70              | Bronzo 4'06"59                   | ---                                 |
| 2004 Vienna Austria         | Argento 1'44"95         | Oro 3'39"66               | Bronzo 14'39"54   | ---                       | 10º in batteria 1'59"59      | ---                              | ---                                 |
| 2005 Trieste Italia         | Argento 1'43"32         | 4º 3'40"42                | ---               | ---                       | ---                          | ---                              | ---                                 |
| 2006 Helsinki Finlandia     | Argento 1'44"17         | 4º 3'41"60                | ---               | ---                       | ---                          | ---                              | ---                                 |
| 2007 Debrecen Ungheria      | 4º 1'45"29              | 6º 3'42"34                | ---               | ---                       | ---                          | ---                              | ---                                 |
| 2008 Fiume Croazia          | Bronzo 1'43"52          | Argento 3'39"33           | ---               | ---                       | ---                          | ---                              | ---                                 |
| 2009 Istanbul Turchia       | ---                     | 15º in batteria 3'42"35   | ---               | ---                       | ---                          | ---                              | ---                                 |
| Goodwill Games              | 100 m st. libero        | 200 m st. libero          | 400 m st. libero  | ---                       | ---                          | ---                              | ---                                 |
| 1998 New York Stati Uniti   | ---                     | Bronzo 1'49"35            | Oro 3'52"98       | ---                       | ---                          | ---                              | ---                                 |
| Giochi del Mediterraneo     | 100 m st. libero        | 200 m st. libero          | 400 m st. libero  | 200 m misti               | 4×100 m st. libero           | 4×200 m st. libero               | 4×100 m mista                       |
| 1997 Bari Italia            | Argento 51"23           | Oro 1'49"48               | Argento 3'54"92   | Argento 2'04"94           | Oro: 3'25"87 frazione: 51"29 | Oro: 7'28"52 frazione: 1'53"83   | Oro: 3'44"60 frazione: 50"56        |
| 2005 Almeria Spagna         | ---                     | ---                       | Oro 3'48"79       | ---                       | ---                          | ---                              | ---                                 |
| 2009 Pescara Italia         | ---                     | ---                       | 5º 3'52"29        | ---                       | ---                          | ---                              | ---                                 |
| Europei giovanili           | 100 m st. libero        | 200 m st. libero          | 400 m st. libero  | ---                       | ---                          | 4×200 m st. libero               | ---                                 |
| 1994 Pardubice Rep. Ceca    | ---                     | Argento 1'53"00           | 4º 4'00"18        | ---                       | ---                          | Oro: 7'37"40 :                   | ---                                 |
| 1995 Ginevra Svizzera       | Oro 52"24               | Oro 1'50"54               | Oro 3'52"96       | ---                       | ---                          | Argento: 7'31"15 :               | ---                                 |

### Altri risultati
Coppa latina (vengono elencate solo le gare individuali)
- 1998: Lisbona,  Portogallo

200 m stile libero: argento, 1'51"89

### Campionati italiani
35 titoli individuali e 6 in staffette, così ripartiti:
- 8 nei 200 m stile libero
- 9 nei 400 m stile libero
- 1 negli 800 m stile libero
- 1 nei 1500 m stile libero
- 3 nei 100 m misti
- 13 nei 200 m misti
- 2 nella staffetta 4×100 m stile libero
- 3 nella staffetta 4×200 m stile libero
- 1 nella staffetta 4×100 m mista
- nd= non disputati

| Anno | Edizione    | st.libero 100 m | st.libero 200 m | st.libero 400 m | st.libero 800 m | st.libero 1500 m | st.libero 4×100 m | st.libero 4×200 m | misti 100 m | misti 200 m | misti 400 m | mista 4×100 m |
| ---- | ----------- | --------------- | --------------- | --------------- | --------------- | ---------------- | ----------------- | ----------------- | ----------- | ----------- | ----------- | ------------- |
| 1995 | Primaverili | -               | 3               | 2               | nd              | -                | -                 | -                 | nd          | -           | -           | -             |
| 1995 | Estivi      | -               | -               | 3               | nd              | -                | -                 | -                 | nd          | -           | -           | -             |
| 1996 | Primaverili | 3               | 2               | 2               | nd              | -                | -                 | -                 | nd          | 2           | -           | -             |
| 1996 | Estivi      | 3               | 3               | 2               | nd              | -                | -                 | -                 | nd          | 3           | -           | -             |
| 1997 | Primaverili | 2               | 1               | 2               | nd              | -                | 1                 | 1                 | nd          | 1           | -           | -             |
| 1997 | Estivi      | 2               | 2               | 2               | nd              | -                | 1                 | 1                 | nd          | -           | -           | 1             |
| 1998 | Primaverili | -               | 1               | 1               | nd              | -                | -                 | -                 | nd          | 1           | -           | -             |
| 1998 | Estivi      | -               | 1               | 1               | nd              | -                | -                 | 1                 | nd          | 1           | -           | -             |
| 1998 | Invernali   | 2               | 2               | -               | -               | nd               | nd                | nd                | 1           | 1           | -           | nd            |
| 1999 | Primaverili | 3               | 1               | 1               | nd              | -                | -                 | -                 | nd          | 1           | -           | -             |
| 1999 | Estivi      | -               | -               | 1               | nd              | -                | -                 | -                 | nd          | 1           | 2           | -             |
| 1999 | Invernali   | -               | 1               | 1               | nd              | -                | nd                | nd                | 1           | 1           | -           | nd            |
| 2000 | Primaverili | -               | -               | 2               | nd              | -                | -                 | -                 | nd          | 1           | -           | -             |
| 2001 | Primaverili | -               | 1               | 1               | -               | 2                | -                 | -                 | nd          | 1           | -           | -             |
| 2002 | Primaverili | -               | 2               | 2               | -               | -                | -                 | -                 | nd          | 1           | -           | -             |
| 2003 | Estivi      | -               | 1               | -               | -               | -                | -                 | -                 | nd          | 1           | -           | -             |
| 2003 | Invernali   | -               | 2               | -               | nd              | -                | nd                | nd                | 1           | 1           | -           | nd            |
| 2004 | Invernali   | -               | -               | -               | -               | -                | -                 | -                 | 3           | -           | -           | -             |
| 2005 | Primaverili | -               | 1               | 2               | 1               | 1                | 3                 | -                 | nd          | -           | -           | -             |
| 2005 | Estivi      | -               | 2               | 2               | 2               | -                | 3                 | -                 | nd          | -           | -           | -             |
| 2005 | Invernali   | -               | 2               | -               | nd              | -                | nd                | nd                | -           | 2           | -           | nd            |
| 2006 | Estivi      | 2               | -               | -               | -               | -                | 2                 | -                 | nd          | 1           | -           | -             |
| 2006 | Invernali   | 3               | 2               | -               | -               | -                | nd                | nd                | nd          | -           | -           | nd            |
| 2007 | Estivi      | -               | -               | 1               | -               | -                | 2                 | 3                 | nd          | 2           | -           | -             |
| 2007 | Invernali   | -               | 3               | -               | -               | -                | nd                | nd                | nd          | 2           | -           | nd            |
| 2008 | Invernali   | -               | 2               | 1               | nd              | -                | nd                | nd                | -           | -           | -           | nd            |
| 2009 | Primaverili | -               | -               | 1               | -               | -                | -                 | -                 | nd          | -           | -           | -             |
| 2009 | Estivi      | -               | -               | 2               | -               | -                | -                 | -                 | nd          | 3           | -           | -             |

## Le medaglie
Dati aggiornati alla conclusione dei Campionati europei di nuoto in vasca corta 2009 di Istanbul.
| -                       | -             | Individuali | Individuali | Individuali | Staffetta | Staffetta | Staffetta | Totale | Totale  | Totale |        |
| Manifestazione          | Edizioni      | Oro         | Argento     | Bronzo      | Oro       | Argento   | Bronzo    | Oro    | Argento | Bronzo | Totale |
| Giochi olimpici         | 4, 1996/2008  | 1           | 1           | 1           | -         | -         | 1         | 1      | 1       | 2      | 4      |
| Mondiali                | 5, 1998-2007  | 1           | 1           | 1           | -         | 2         | -         | 1      | 3       | 1      | 5      |
| Mondiali in vasca corta | 5, 1999-2008  | -           | 2           | 6           | 1         | -         | 1         | 1      | 2       | 7      | 10     |
| Europei                 | 8, 1995-2008  | 2           | 7           | 5           | 5         | 1         | 1         | 7      | 8       | 6      | 21     |
| Europei in vasca corta  | 10, 1998-2009 | 7           | 8           | 5           | -         | -         | -         | 7      | 8       | 5      | 20     |
| Totali                  | 32, 1995-2009 | 11          | 18          | 17          | 6         | 3         | 3         | 17     | 22      | 21     | 60     |

### Per specialità
Massimiliano Rosolino ha conquistato le sue 60 medaglie in 26 manifestazioni: 48 in gare individuali (in 5 specialità diverse) e 12 in staffette, così divise per specialità:
- 200 m stile libero = 19 medaglie (2 ori, 9 argenti e 8 bronzi)
- 400 m stile libero = 15 medaglie (4 ori, 8 argenti e 3 bronzi)
- 1500 m stile libero = 3 medaglie (1 oro e 2 bronzi)
- 200 m misti = 10 medaglie (4 ori, 2 argenti e 4 bronzi)
- 400 m misti = 1 medaglia (1 bronzo)
- 4×200 m stile libero = 10 medaglie (6 ori, 1 argento e 3 bronzi)
- 4×100 m stile libero = 2 medaglie (2 argenti)

## Riconoscimenti
- Il 12 marzo 2018, una targa con il nome di Massimiliano Rosolino è stata inserita nel percorso Walk of Fame dello sport italiano al parco olimpico del Foro Italico a Roma, riservato agli sportivi italiani che si sono distinti per i risultati ottenuti in campo internazionale.
- Premio Capo d'Orlando (2006)
- Gazzetta Sports Awards: 1

Categoria Premio speciale Leggenda: 2023

## Filmografia

### Attore

#### Televisione
- Ultima gara, regia di Raoul Bova e Marco Renda – docu-film (Canale 5, 2021)
- Tre sorelle, regia di Enrico Vanzina – film TV (Prime Video, 2022)

## Programmi televisivi
- Ballando con le stelle 3 (Rai 1, 2006) – Concorrente
- Domenica in… Onda (Rai 1, 2010) – Co-conduttore
- Pechino Express - Obiettivo Bangkok (Rai 2, 2013) – Concorrente, vincitore
- Ninja Warrior Italia (Nove, 2016)
- Piccoli giganti (Real Time, 2017)
- La grande corsa (Rai 2, 2017)
- Un dolce da maestro (La 7, 2019) – Conduttore
- Chef in campo (Sportitalia, 2020) – Concorrente
- Oggi è un altro giorno (Rai 1, 2020-2022) -Opinionista
- L'isola dei famosi 15 (Canale 5, Italia 1, 2021) – Inviato
- Soliti ignoti (Rai 1, 2021) – Concorrente
- Avanti un altro! Pure di sera (Canale 5, 2022) – Concorrente
- Energie in Viaggio (Rete 4, 2023) – Conduttore